# John Hawkes
John Hawkes (Alexandria, Minnesota; 11 de septiembre de 1959) es un actor estadounidense. Ha trabajado en películas como From Dusk Till Dawn, La tormenta perfecta, Deadwood, Miami Vice, Identidad, American Gangster y Martha Marcy May Marlene. Participó también en la sexta temporada de la serie The X-Files en el episodio «Milagro» interpretando a Phillip Padget, un escritor capaz de proyectar sus fantasías en la realidad mediante la escritura de su novela. Asimismo, intervino en la sexta y última temporada de la serie de televisión Lost.
En 2005 protagonizó junto con Miranda July la película independiente Me and You and Everyone We Know, dirigida por la misma July. En 2012 obtuvo un papel protagónico en The Sessions, compartiendo créditos con Helen Hunt. El mismo año, actuó en la película Lincoln, en la que interpretó a George R. Latham.

## Filmografía

### Cine
| Año  | Título original                           | Papel              |
| ---- | ----------------------------------------- | ------------------ |
| 1988 | D.O.A.                                    |                    |
| 1988 | Heartbreak Hotel                          | MC                 |
| 1989 | Rosalie Goes Shopping                     | Schnuki            |
| 1993 | Flesh and Bone                            | Novio              |
| 1995 | Congo                                     | Bob Driscoll       |
| 1996 | From Dusk Till Dawn                       | Pete Bottoms       |
| 1996 | Night Of The Scarecrow                    | Danny Thompson     |
| 1997 | Steel                                     | Mugger             |
| 1997 | Playing God                               | Flick              |
| 1997 | 'Til There Was You                        | Gawayne            |
| 1998 | Boogie Boy                                | T-Bone             |
| 1998 | Home Fries                                | Randy              |
| 1998 | Rush Hour                                 | Stucky             |
| 1998 | I Still Know What You Did Last Summer     | Dave               |
| 1999 | Late Last Night                           | Ponzo              |
| 1999 | Where's Marlowe?                          | Earl               |
| 1999 | Blue Streak                               | Eddie              |
| 1999 | A Slipping-Down Life                      | David Elliot       |
| 2000 | The Perfect Storm                         | Mike "Bugsy" Moran |
| 2001 | Hardball                                  | Ticky Tobin        |
| 2003 | Identity                                  | Larry              |
| 2005 | Me and You and Everyone We Know           | Richard            |
| 2006 | Miami Vice                                | Alonzo Stevens     |
| 2007 | Wristcutters: A Love Story                | Yan                |
| 2007 | American Gangster                         | Freddie Spearman   |
| 2008 | Miracle at St. Anna                       | Herb Redneck       |
| 2010 | Winter's Bone                             | Teardrop Dolly     |
| 2011 | Higher Ground                             | CW Walker          |
| 2011 | Martha Marcy May Marlene                  | Patrick            |
| 2011 | Contagion                                 | Roger              |
| 2012 | Lincoln                                   | George R. Latham   |
| 2012 | The Sessions                              | Mark O'Brien       |
| 2012 | The Playroom                              | Martin             |
| 2012 | Arcadia                                   | Tom                |
| 2013 | The Pardon                                | Arkie              |
| 2013 | Life of Crime                             | Louis Gara         |
| 2014 | Low Down                                  | Joe Albany         |
| 2015 | Too Late                                  | Arkie              |
| 2015 | The Driftless Area                        | Shane              |
| 2015 | Everest                                   | Doug Hansen        |
| 2017 | Small Town Crime                          | Mike Kendall       |
| 2017 | Three Billboards Outside Ebbing, Missouri | Charlie            |
| 2018 | Unlovable                                 | Jim                |
| 2019 | The Peanut Butter Falcon                  | Duncan             |

### Televisión
| Año     | Título original                      | Papel           | Notas        |
| ------- | ------------------------------------ | --------------- | ------------ |
| 1992    | Northern Exposure                    | Inspector       | 1 episodio   |
| 1993    | The Adventures of Brisco County, Jr. | Nat             | 1 episodio   |
| 1994    | Roadracers                           | Nixer           | Telefilme    |
| 1994    | Wings                                | Mark            | 1 episodio   |
| 1994    | Dead Air                             | Morton          | Telefilme    |
| 1996    | Promised Land                        | Jake            | 1 episodio   |
| 1999    | The X-Files                          | Phillip Padgett | 1 episodio   |
| 1999    | The Magnificent Seven                | Morris          | 1 episodio   |
| 2000    | The Practice                         | Stuart Donovan  | 3 episodios  |
| 2001    | Strange Frequency                    | Jared           | 1 episodio   |
| 2001    | 24                                   | Greg Penticoff  | 2 episodios  |
| 2004-06 | Deadwood                             | Sol Star        | Protagonista |
| 2007    | Without A Trace                      | Terry           | 1 episodio   |
| 2007    | CSI: Crime Scene Investigation       | Terry Wicker    | 1 episodio   |
| 2009-13 | Eastbound & Down                     | Dustin Powers   | Protagonista |
| 2010    | Lost                                 | Lennon          | 5 episodios  |
| 2019    | Too Old To Die Young                 | Viggo           | 5 episodios  |
| 2024    | True Detective                       | Hank Prior      | 6 episodios  |

## Premios y nominaciones
Premios Óscar
| Año  | Categoría              | Película      | Resultado |
| ---- | ---------------------- | ------------- | --------- |
| 2011 | Mejor actor de reparto | Winter's Bone | Nominado  |

Premios Globo de Oro
| Año  | Categoría           | Película     | Resultado |
| ---- | ------------------- | ------------ | --------- |
| 2013 | Mejor actor - Drama | The Sessions | Nominado  |

Premios del Sindicato de Actores
| Año  | Categoría                           | Película                                  | Resultado |
| ---- | ----------------------------------- | ----------------------------------------- | --------- |
| 2007 | Mejor reparto de televisión - Drama | Deadwood                                  | Nominado  |
| 2008 | Mejor reparto                       | American Gangster                         | Nominado  |
| 2011 | Mejor actor de reparto              | Winter's Bone                             | Nominado  |
| 2013 | Mejor actor                         | The Sessions                              | Nominado  |
| 2018 | Mejor reparto                       | Three Billboards Outside Ebbing, Missouri | Ganador   |